# مات باركر
مات باركر (بالإنجليزية: Matt Parker)‏ هو رياضياتي أسترالي، ولد في 22 ديسمبر 1980 في برث في أستراليا.

## وصلات خارجية
- الموقع الرسمي
- مات باركر على موقع IMDb (الإنجليزية)
- مات باركر على موقع ميوزك برينز (الإنجليزية)
- مات باركر على موقع قاعدة بيانات الفيلم (الإنجليزية)